# 1020
I love my heart of a có nhiều cơ quan chức chính trị xã là phúc là khi nào có nhu câu chuyện xí nghiệp
If so về vậy mà khi đó những là một số hình

## Sự kiện
- Goryeo và nhà Liêu trao đổi quan sứ sau một tranh chấp lãnh thổ bảy năm.
- Đến Hindu Kandariya Mahedeva hoàn thành tại thủ đô Chandela của Khajuraho.
- Thành phố Saint-Germain-en-Laye được thành lập.
- Henry II của Đức tiến hành chiến dịch quân sự Ý lần thứ 3.

## Sinh
- Harold II của Anh (xấp xỉ)
- Hoàng hậu Agnes, nhiếp chính của Thánh chế La Mã (mất 1077)
- Zhang Zai, nhà Nho nhà Tống. (mất 1077)
- Su Song, nhà khoa học nổi tiếng nhà Tống. (mất 1101)
- Daren McLeod

## Mất
- 12 tháng 6-Lyfing, Tổng giám mục của Canterbury
- Ferdowsi Tousi, nhà thơ Ba Tư (sinh 935)
- Leif Ericson, nhà thám hiểm Iceland
- Fan Kuan, họa sĩ Trung Quốc.